# Yakaemir, Şarkikaraağaç
Yakaemir là một xã thuộc huyện Şarkikaraağaç, tỉnh Isparta, Thổ Nhĩ Kỳ. Dân số thời điểm năm 2011 là 209 người.